# Shiroishi, Sapporo
Shiroishi (白石区 Shiroishi-ku) là quận thuộc thành phố Sapporo, phó tỉnh Ishikari, Hokkaidō, Nhật Bản. Tính đến ngày 1 tháng 10 năm 2020, dân số ước tính của quận là 211.835 người và mật độ dân số là 6.100 người/km2. Tổng diện tích của quận là 34,47 km2.

## Giao thông

### Đường sắt
- JR Hokkaidō
  - Tuyến Hakodate chính: Shiroishi
  - Tuyến Chitose: Shiroishi - Heiwa
- Tàu điện ngầm đô thị Sapporo
  - Tuyến Tōzai: Kikusui - Higashi-Sapporo - Shiroishi - Nangō-Nana-Chōme - Nangō-Jūsan-Chōme - Nangō-Jūhatchōme

### Đường bộ và cao tốc
- Cao tốc Hokkaidō: Sapporo IC - Kitago IC - Oyachi IC
- Quốc lộ 12
- Quốc lộ 274
- Quốc lộ 275